# Gouvernement Muscat I
République de Malte
Gonzi II Muscat II
Le gouvernement Muscat I (en maltais : L-ewwel gvern ta 'Joseph Muscat) est le gouvernement de la République de Malte entre le 13 mars 2013 et le 9 juin 2017, durant la 12e législature de la Chambre des représentants.

## Historique du mandat
Dirigé par le nouveau Premier ministre travailliste Joseph Muscat, ce gouvernement est constitué et soutenu par le Parti travailliste (PL). Seul, il dispose de 39 représentants sur 69, soit 56,5 % des sièges de la Chambre des représentants.
Il est formé à la suite des élections générales anticipées du 9 mars 2013.
Il succède donc au second gouvernement du Premier ministre conservateur Lawrence Gonzi, au pouvoir depuis 2004, constitué et soutenu par le Parti nationaliste (PN).
En décembre 2012, un député issu du PN ayant fait défection joint sa voix au PL et entraîne le rejet du projet de loi de finances pour 2013. Gonzi, constatant qu'il ne bénéficie plus d'une majorité parlementaire, annonce la dissolution de la Chambre des représentants.
Au cours du scrutin, le Parti travailliste remporte une nette victoire avec 55 % des suffrages exprimés et 12 points d'avance sur le Parti nationaliste. C'est la victoire la plus large pour une force politique depuis l'indépendance de 1964. Tandis que Muscat est assermenté deux jours après le vote, Gonzi démissionne de la direction du PN et met fin à sa carrière politique.
Avec 14 ministres, le cabinet est le plus important de l'histoire maltaise.
Après plusieurs révélations liant sa femme et certains de ses ministres au scandale des Panama Papers, Muscat, au pouvoir depuis mars 2013, annonce au début du mois de mai 2017 qu'il convoque des élections générales anticipées pour le 3 juin. Le résultat confirmant la large majorité du PL, le gouvernement Muscat II est constitué six jours plus tard.

## Composition

### Initiale (13 mars 2013)
| Fonction                                                                                               | Titulaire | Titulaire                  | Parti |
| --- | --------- | -------------------------- | ----- |
| Premier ministre                                                                                       |           | Joseph Muscat              | PL    |
| Vice-Premier ministre Ministre des Affaires européennes Chargé de l'Application du programme électoral |           | Louis Grech                | PL    |
| Ministre de l'Intérieur et de la Sécurité nationale                                                    |           | Manuel Mallia              | PL    |
| Ministre de l'Éducation et de l'Emploi                                                                 |           | Evarist Bartolo            | PL    |
| Ministre des Affaires étrangères                                                                       |           | George Vella               | PL    |
| Ministre du Dialogue social, de la Consommation et des Libertés civiles                                |           | Helena Dalli               | PL    |
| Ministre de la Santé                                                                                   |           | Godfrey Farrugia           | PL    |
| Ministre de la Famille et de la Solidarité sociale                                                     |           | Marie-Louise Coleiro Preca | PL    |
| Ministre de l'Économie, des Investissements et des Petites entreprises                                 |           | Chris Cardona              | PL    |
| Ministre des Transports et des Infrastructures                                                         |           | Joe Mizzi                  | PL    |
| Ministre du Tourisme                                                                                   |           | Karmenu Vella              | PL    |
| Ministre de l’Énergie et des Eaux                                                                      |           | Konrad Mizzi               | PL    |
| Ministre de Gozo                                                                                       |           | Anton Refalo               | PL    |
| Ministre du Développement durable, de l'Environnement et du Changement climatique                      |           | Leo Brincat                | PL    |
| Ministre des Finances                                                                                  |           | Edward Scicluna            | PL    |

### Remaniement du 29 mars 2014
- Les nouveaux ministres sont indiqués en gras, ceux ayant changé d'attributions en italique.

| Fonction                                                                                               | Titulaire | Titulaire                                         | Parti |
| --- | --------- | ------------------------------------------------- | ----- |
| Premier ministre                                                                                       |           | Joseph Muscat                                     | PL    |
| Vice-Premier ministre Ministre des Affaires européennes Chargé de l'Application du programme électoral |           | Louis Grech                                       | PL    |
| Ministre de l'Intérieur et de la Sécurité nationale                                                    |           | Manuel Mallia (jusqu'au 09/12/2014) Carmelo Abela | PL    |
| Ministre de l'Éducation et de l'Emploi                                                                 |           | Evarist Bartolo                                   | PL    |
| Ministre des Affaires étrangères                                                                       |           | George Vella                                      | PL    |
| Ministre du Dialogue social, de la Consommation et des Libertés civiles                                |           | Helena Dalli                                      | PL    |
| Ministre de la Famille et de la Solidarité sociale                                                     |           | Michael Farrugia                                  | PL    |
| Ministre de l'Économie, des Investissements et des Petites entreprises                                 |           | Chris Cardona                                     | PL    |
| Ministre des Transports et des Infrastructures                                                         |           | Joe Mizzi                                         | PL    |
| Ministre du Tourisme                                                                                   |           | Edward Zammit Lewis                               | PL    |
| Ministre de l’Énergie, des Eaux et de la Santé                                                         |           | Konrad Mizzi                                      | PL    |
| Ministre de Gozo                                                                                       |           | Anton Refalo                                      | PL    |
| Ministre du Développement durable, de l'Environnement et du Changement climatique                      |           | Leo Brincat                                       | PL    |
| Ministre des Finances                                                                                  |           | Edward Scicluna                                   | PL    |
| Ministre de la Justice, de la Culture et des Collectivités locales                                     |           | Owen Bonnici                                      | PL    |

### Remaniement du 28 avril 2016
- Les nouveaux ministres sont indiqués en gras, ceux ayant changé d'attributions en italique.

| Fonction                                                                                               | Titulaire | Titulaire           | Parti |
| --- | --------- | ------------------- | ----- |
| Premier ministre                                                                                       |           | Joseph Muscat       | PL    |
| Vice-Premier ministre Ministre des Affaires européennes Chargé de l'Application du programme électoral |           | Louis Grech         | PL    |
| Ministre de l'Intérieur et de la Sécurité nationale                                                    |           | Carmelo Abela       | PL    |
| Ministre de l'Éducation et de l'Emploi                                                                 |           | Evarist Bartolo     | PL    |
| Ministre des Affaires étrangères                                                                       |           | George Vella        | PL    |
| Ministre du Dialogue social, de la Consommation et des Libertés civiles                                |           | Helena Dalli        | PL    |
| Ministre de la Famille et de la Solidarité sociale                                                     |           | Michael Farrugia    | PL    |
| Ministre de l'Économie, des Investissements et des Petites entreprises                                 |           | Chris Cardona       | PL    |
| Ministre de la Compétitivité, du Numérique, de l'Économie maritime et des Services                     |           | Manuel Mallia       | PL    |
| Ministre des Transports et des Infrastructures                                                         |           | Joe Mizzi           | PL    |
| Ministre du Tourisme                                                                                   |           | Edward Zammit Lewis | PL    |
| Ministre auprès du Premier ministre                                                                    |           | Konrad Mizzi        | PL    |
| Ministre de la Santé                                                                                   |           | Chris Fearne        | PL    |
| Ministre de Gozo                                                                                       |           | Anton Refalo        | PL    |
| Ministre du Développement durable, de l'Environnement et du Changement climatique                      |           | Josè Herrera        | PL    |
| Ministre des Finances                                                                                  |           | Edward Scicluna     | PL    |
| Ministre de la Justice, de la Culture et des Collectivités locales                                     |           | Owen Bonnici        | PL    |